# Dmitrij Nielidow
Dmitrij Dmitrijewicz Nielidow, ros. Дмитрий Дмитриевич Нелидов (ur. 28 kwietnia 1881 r. w Sankt Petersburgu, zm. 4 czerwca 1959 r. w Nowym Jorku) – rosyjski wojskowy (kapitan 2 rangi), emigracyjny działacz kombatancki.
W 1901 r. ukończył 2 morski korpus kadetów, zaś w 1906 r. oficerską klasę minerską korpusu morskiego w Sankt Petersburgu. Następnie wykładał w korpusie morskim. Brał udział w I wojnie światowej. Służył jako starszy oficer na okręcie szkoleniowym „Wiernyj” Floty Bałtyckiej. Od 1915 r. dowodził ryską flotyllą wojenną. Doszedł do stopnia kapitana 2 rangi. Po rewolucji bolszewickiej 1917 r. objął dowództwo czerwonej flotylli czudzkiej. Wkrótce na czele 3 statków przepłynął do Pskowa na stronę nowo formowanych wojsk Białych. Dowodził, sformową z nich, Flotyllą Czudzką. Po klęsce Armii Północno-Zachodniej gen. Nikołaja N. Judenicza na pocz. stycznia 1920 r., przedostał się do wojsk Białych gen. Antona I. Denikina. Został dowódcą transportowca wojskowego „Szyłka” Floty Czarnomorskiej Białych. W listopadzie tego roku wraz z pozostałymi okrętami ewakuował się do francuskiej Bizerty. Po 1922 r. zamieszkał w Polsce. W grudniu 1943 r. przeniósł się do III Rzeszy. W 1951 r. wyemigrował do USA, gdzie był członkiem Stowarzyszenia Oficerów Morskich Floty Imperatorskiej.